# Чернево (Можайский район)
Чернево — деревня в Можайском районе Московской области в составе Порецкого сельского поселения. Численность постоянного населения по Всероссийской переписи 2010 года — 93 человека. До 2006 года Чернево входило в состав Порецкого сельского округа.
Деревня расположена на северо-западе района, недалеко от границы со Смоленской областью, примерно в 43 км от Можайска, на левом берегу реки Мошна (приток Москва-реки), высота центра над уровнем моря 220 м. Ближайшие населённые пункты — Острицы-1 на западе, Острицы-2 на юге, Новопокров и Митино на юго-востоке.